# 黑貓與魔女的教室角色列表
黑貓與魔女的教室角色列表是介紹日本動漫畫《黑貓與魔女的教室》相關作品的登場角色。

## 「王立黛安娜魔術學校」
本作中為「阿拉迪亞」王國首屈一指的住宿制魔術學校，為女主角絲碧卡求學和男主角克勞德任教的學校，任聘多名教授教導魔法相關知識訓練。學生分成中等部和高等部，中等部畢業生可直升高等部。內部包含其學生、教職員等相關人物。

### 克勞德集會
由男主角克勞德帶領的「巫師集會」（相當於現實學校的班級制度），由於匯集很多被「王立黛安娜魔術學校」校方教職人員視為問題學生的特殊學生們，在教職人員間被稱作「潘朵拉的魔盒」。校長貞德將這群特殊學生交由克勞德教管和要求讓集會全體學生畢業，作為讓克勞德回歸教職的交換條件。
丝碧卡·瓦戈（Spica Virgo，聲：本渡楓（漫畫PV影片版、電視動畫））
本作女主角，特徵是粉色長髮和紫色眼瞳，處女座，故事開始時14歲，以成為一級魔術師為志願的少女。丝碧卡被描繪為個性善良積極，危急時會展現解救他人的勇氣和機智，但被克勞德指出有被誇讚進步便容易出錯的缺點。她出身於王都郊外地區總共有8個人的家庭，家人有母親和弟妹們，經常需要幫忙照顧家人和處理家族橙子果園的農務，造就其家務能力和農業知識。其俱備的魔術天賦是罕見且不屬於十二星座魔法任一系統的「再生魔法」（皇宮對決黑蛇教團事件揭露為「蛇夫座魔法」），能治癒自身的傷勢乃至於解除他人遭受的詛咒，經過克勞德指點學會施展控制植物生長繁榮、應用變化程度與當事者的植物知識程度相關的「處女座魔法」。但由於「再生魔法」的重要性，導致她經常被知情的不法勢力鎖定為目標，連克勞德也深諳該魔法將會招引各方人士覬覦，告誡她必須向眾人保密此事。在能力鑑別事件被評為「想像力出色，其餘素質評均，技術性偏弱」。
她在故事開始的兩年前遭遇黑蛇教團襲擊「王立黛安娜學校」期間陷入危機，被克勞德出手相救，立定成為魔術師的志向，但在故事正篇初期由於連飛行魔法都無法使用，遭受家人和同輩朋友阿麗亞訕笑（後證實為不屬於射手座或白羊座魔法系統的緣故）。偶遇變成黑貓的克勞德接受其要求在王立圖書館找出「全知之書」期間開始接觸古代文字，意外打開異空間接觸「全知之書」理解自身的魔法特質，遭遇雙頭犬襲擊時獲得短暫恢復人型的克勞德解危，為了提升自身實力和幫助克勞德解除詛咒決定踏入「王立黛安娜魔術學校」求學，與克勞德成為師生關係，和阿麗亞合作通過入學測驗成為該校一年級新生，陸續和所屬「巫師聚會」團隊成員建立友誼。在期中考踏進獅鷲巢期間首度和華施展合成魔法，但由於超過時限未能通過該次測驗，被要求參加冬季集訓增強學習期間經歷黑蛇教團的追擊，理解克勞德和黑蛇教團的過節。隨劇情推進領悟更多合成魔法，在皇宮與克勞德集會成員對抗黑蛇教團的過程中正式覺醒「蛇夫座魔法」，能召喚銜尾蛇令目標衰老死亡或再生復活。
名字取自英語的角宿一，姓氏取自英語的「處女座」。在首度官方人氣票選活動以1940票獲選第一名。
克勞德·席里烏斯（Claude Sirius，聲：島崎信長）
本作男主角，故事開始時21歲。原型是留著黑髮相貌英俊的青年男子，也會以黑貓的型態示人，但在黑貓型態僅有丝碧卡等人能聽見他的話語。克勞德的個性我行我素，絲碧卡曾評論他是實力強大但個性不正經的男人，相當重視學生的自主性和成長。擅使風屬性的「射手座魔法」。
克勞德在過去是該世界僅有十名的一等魔術師，他在校一年級時期便成為校史首名學生時期晉升一等魔術師的特例，17歲時破格任聘王立魔術學校「王立黛安娜魔術學校」教授培養魔術人才，直至故事開始的兩年前經歷黑蛇教團向「王立黛安娜魔術學校」發動襲擊的事件，救下當時在現場的丝碧卡，為了避免在校學生遭黑蛇教團教祖之女亞克的魔法波及，試圖引開亞克選擇逃出校園和對方作戰，結果被亞克施展讓使用者肉身消失僅剩靈魂的「輪迴的詛咒」變成一隻黑貓長達兩年期間。由於拋下本該保護的學生逃走行蹤不明，被世人蔑視為卑鄙小人造成名聲狼藉。故事初期在丝碧卡的住家附近與之相遇，提出限期一個月在王立圖書館找出「全知之書」的請求，在異空間被「全知之書」告知自身詛咒的真相與需要丝碧卡的「再生魔法」才能恢復原狀，由於絲碧卡的當時魔法水準還不及自己而未能永久解除詛咒，僅能在貓型態被絲碧卡親吻臀部的狀態短暫解咒變回人類原型，顧及需要解除詛咒必須要讓協助解咒者的能力至少提升至受咒者的等級，以教導丝碧卡魔術為條件，要求丝碧卡必須提升能力幫他解除詛咒。
由於克勞德需要以人型姿態回歸校園授課，但顧及隱私問題需要絲碧卡反覆解咒，導致克勞德和丝碧卡在進行解咒時經常陷入尷尬局面，甚至不乏被旁人誤解的情況，當消耗魔力過度或進入夜晚便會再度化身黑貓。透過和校長貞德的私情擔任丝碧卡所屬「巫師聚會」的教師，同時承擔起要讓所屬「巫師聚會」所有學生全體畢業的責任，在丝碧卡和其他學生們學習不甚理想時會協助補課。隨劇情推進開始肯定學生們的成長，教職人員們也察覺其內心變化。
姓氏取自英語的天狼星。在首度官方人氣票選活動以695票獲選第四名。
阿麗亞·阿奎利亞斯（アリア・アクエリアス，Aria Aquarius）
丝碧卡的同鄉同輩朋友兼對手。阿麗亞的個性富有自信，她被描繪為容易學習領悟包含魔法在內的新事物，喜歡作弄絲碧卡其實很重視她。擅使控制水的「水瓶座魔法」，在水域地區能夠發揮極大效用，也能將水氣結凍成冰。過去阿麗亞因為天資聰穎接觸擊劍展現實力，讓曾懷抱成為王國最強者的父親開始逼迫她練劍，作為代價她被迫放棄想要嘗試的喜歡事物，被母親看出其承擔的心理壓力，加著阿麗亞在某次擊劍競賽失利取得亞軍名次，導致對女兒教育理念出現分歧的父母關係破裂，此後不再追求夢想，轉而尋求讓自己快樂的事物。在能力鑑別事件被評為「五項素質均出色，天生具備才能潛力」。
初期作戰時缺乏敵情觀察，在絲碧卡獲得克勞德指教習得「處女座魔法」前，對丝碧卡不擅魔法但執意在魔術學校進修抱持不看好的態度，甚至經常拿練習魔法失敗和執著夢想的後者取樂，曾建議她聘請家庭教師學習魔法。參與「王立黛安娜魔術學校」入學考試對抗石魔像，獲得丝碧卡協助聯手擊敗石魔像開始改觀，通過測驗入學「王立黛安娜魔術學校」加入丝碧卡所屬的「巫師聚會」，在絲碧卡遭遇學習魔法變化瓶頸時給予其啟示，能和梅洛運用組合魔法。首次期中考踏進獅鷲巢穴時，是少數通過該次測驗的學生。蛇龜島進行期末考後向絲碧卡坦承自己雖然當初是想要拿她取樂才學習魔法，但見證絲碧卡為夢想努力的改變也開始對她心生羨慕，經由絲碧卡啟示正視自己的夢想精進魔術。與華跟蹤絲碧卡和克勞德外出的過程，開始懷疑絲碧卡和克勞德的師生關係非比尋常。
名字取自天市左垣七在天文系統的名稱「Alya」，姓氏取自英語的「水瓶座」。在首度官方人氣票選活動以1733票獲選第二名。
伊娥·陶洛斯（イオ・トーラス，Io Taurus）
「王立黛安娜魔術學校」中等部升上高等部一年級的女性在校生，丝碧卡所屬「巫師聚會」的同學，特徵是經常束成馬尾的長髮，擁有高挑姣好的身材。伊娥的個性溫和親切樂於助人，在校人脈甚廣，一旦重視的對象被傷害會陷入憤怒狀態，弱點是害怕幽靈鬼怪。她擁有超乎常人的怪力但經常不慎失控造成設施損毀，擅使能將身軀巨型化同時強化攻擊、防禦的「金牛座魔法」，缺點是使用過度會有身體無法動彈的反作用。
她和艾斯特萊雅、傑米尼雙子兄妹、華是中等部同期生，憧憬和視校醫蝶內卜為榜樣。初登場時不慎在校園裡摔倒撞破牆壁，被絲碧卡幫忙脫困後交流甚歡成為朋友，在艾斯特萊雅、卡斯特爾、萊奧打架期間為保護絲碧卡變身，不慎撞到天花板獲得克勞德解危。首次期中考踏進獅鷲巢穴時偕同艾斯特萊雅、卡斯特爾（波呂克絲）合作過關，是少數通過該次測驗的學生。在清掃校舍事件為幫助中等部學生們尋找小狗彗星，連同卡斯特爾（波呂克絲）、絲碧卡被帶入魔法鏡中世界期間聯手擊敗犯人，被卡斯特爾暗中留意。
名字來源取自希臘神話被變為牛隻的女性伊娥和木衛一，姓氏則是取自英語的「金牛座」。在首度官方人氣票選活動以289票獲選第六名。
艾斯特萊雅·萊布拉（アストレア・ライブラ，Astraea Libra）
「王立黛安娜魔術學校」中等部升上高等部一年級的男性在校生，丝碧卡在「王立黛安娜魔術學校」所屬「巫師聚會」的同學。祖本的兒子，與伊娥在中等部時期相識。艾斯特萊雅被描寫為能言擅道，經常搭訕和維護女性的花花公子，但擁有強烈的求知慾和面對喜愛事物廢寢忘食的執著性格。和卡斯特爾關係惡劣。擅使讀取他人心思，影響他人精神思想狀態的「天秤座魔法」。
剛入學高等部便和卡斯特爾、萊奧大打出手，被伊娥和克勞德介入制止。首次期中考踏進獅鷲巢穴時，運用讀心能力幫助伊娥、卡斯特爾（波呂克絲）分析獅鷲動向通過測驗，對波呂克絲萌生好感。由於顧慮卡斯特爾和波呂克絲兄妹倆共用身軀的變性體質，產生想要變身為女性與波呂克絲相處的念頭，在採集變身（變性）藥材的過程首度使出切割精神和思想的魔法劍，結果在教室不慎被萊奧破壞變身（變性）藥瓶導致全班變性引發騷動，加著藥效失效恢復原貌令計劃失敗，因禍得福讓對服裝變化魔法感興趣的波呂克絲和他拉近距離。在期末考期間為華抵擋魔蟲的攻擊。
名字取自義神星和希臘神話的正義女神阿斯特莉亞，姓氏取自英語的「天秤座」。在首度官方人氣票選活動以13票獲選第十三名。
卡斯特爾·傑米尼（カストル・ジェミニ，Castor Gemini）（兄）＆波呂克絲·傑米尼（ポルックス・ジェミニ，Pollux  Gemini）（妹）
「王立黛安娜魔術學校」中等部升上高等部一年級的在校生，丝碧卡在「王立黛安娜魔術學校」所屬「巫師聚會」的同學。卡斯特爾和波呂克絲為共享身軀的雙胞胎兄妹，過去兄妹倆和伊娥在中等部時相識，兩者均能使用擅使能夠操控光、扭曲光線、製造鏡像分身和複製光魔法掃過的物品的「雙子座魔法」，彼此也能透過精神感應對話。卡斯特爾（兄，男性狀態）碰觸女性身體會變成波呂克絲（妹，女性狀態），反之波呂克絲（妹，女性狀態）碰觸男性則會變成卡斯特爾（兄，男性狀態）。兩年前由於克勞德拋下本該保護的學生一事，對其觀感甚差，開始避開出席其課程，直至課堂遭遇魔蟲襲擊事件才獲得克勞德的致歉，改變成常態出席課程。首次期中考踏進獅鷲巢穴時偕同艾斯特萊雅、伊娥合作過關，是少數通過該次測驗的學生。
兄妹倆的姓氏取自英語的「雙子座」。
卡斯特爾·傑米尼
雙胞胎中的兄長，外貌清俊的少年，個性冷徹有潔癖，討厭任意接觸妹妹波呂克絲的男性與被說像是女性，但也有細膩顧及他人，害怕幽靈鬼怪的一面。擅長近身格鬥，但僅能使用讓殘像化為實體的魔法。與艾斯特萊雅不合。由於曾和不良分子大打出手、在校惹事生非，被教師們視為問題兒童。剛入學高等部便和艾斯特萊雅、萊奧大打出手，被伊娥和克勞德介入制止。在清掃校舍事件為幫助中等部學生們尋找小狗彗星，連同伊娥、絲碧卡被帶入魔法鏡中世界期間聯手擊敗犯人，被波呂克絲指出對伊娥抱持共情心。
名字取自英語的北河二。在首度官方人氣票選活動以126票獲選第八名。
波呂克絲·傑米尼
雙胞胎中的妹妹，容貌俏麗，個性開朗喜歡惡作劇，魔法造詣更勝兄長卡斯特爾。過去憧憬克勞德，一直想加入克勞德所屬的「巫師聚會」，但經過兩年前克勞德逃走的事件，對克勞德反感。魔蟲襲擊事件後開始融入班級，以期中考踏進獅鷲巢穴為契機被艾斯特萊雅單戀。
名字取自英語的北河三。在首度官方人氣票選活動以1046票獲選第三名。
萊奧·雷古魯斯（レオ・レグルス，Leo Regulus）
「王立黛安娜魔術學校」高等部一年級生，丝碧卡在「王立戴安娜魔術學校」所屬「巫師聚會」的同學。身材高大結實，個性高傲愛出風頭但不甚聰明，常讓教師們傷透腦筋，私底也有愛護動物和俱備貴族氣度，嚮往同齡少女的一面。擅使能夠化身獸型、獲得野獸力量的「獅子座魔法」，魔力消耗過度時身型會變得如同一般少女。萊奧出身貴族世家，父親是領地伯爵，自幼受母親的影響開始喜歡動物，立定成為動物學者的夢想，但隨著母親在故事開始的兩年前過世、父親擔憂領地後繼無人，她開始對理想與父親的期盼衝突感到不安。由於雷古魯斯家族著重體能鍛鍊的影響，經歷長期訓練擁有超越普通人的力氣和體耐力。家裡飼養著許多父親從廢棄動物園收容、被她視為家人的動物。在能力鑑別事件被評為體力高但知識力偏弱。
剛入學便和卡斯特爾、艾斯特萊雅大打出手，被伊娥和克勞德介入制止。首次期中考踏進獅鷲巢穴時，以獸化型態和獅鷲首領艱苦搏鬥，和後續的學生們合作擊敗獅鷲首領取得黃金，以第一名成績過關，是少數通過該次測驗的學生。以家族舉辦舞會為契機邀請需要存錢買植物圖鑑的丝碧卡擔任短期女傭，受其啟示與父親坦白了自身的理想獲得支持。
名字取自英語的「獅子座」，姓氏取自英語的軒轅十四。在首度官方人氣票選活動以103票獲選第九名。
卡佩拉·卡普利空（カペラ・カプリコーン，Capella Capricorn）
「王立黛安娜魔術學校」一年級生，丝碧卡在「王立戴安娜魔術學校」所屬「巫師聚會」的同學。卡佩拉的個性正經凜然，面對突發狀況多能處變不驚和分析局勢應戰，但被人評為正經時會很激動，有追求完美而在互動方面忽視圓融的傾向。卡佩拉和優是鄰居兼兒時玩伴，被優的母親委託敦促優，經由高等魔術師啟蒙學習魔法，認為優過度理想化欠缺實際行動力，仍肯定優的才華。擅用能將他人魔法吞噬的「魔羯座（山羊座）魔法」。
由於在所屬團隊成員被華調製的魅惑魔藥影響神智時，出面吞噬受影響人員的魅惑魔法，被克勞德相中她臨危不亂的反應，獲得指定為所屬團隊的領隊。期中考踏進獅鷲巢期間是少數合格通過測驗的學生，顧及希望幫助優找出行動力契機，以團隊未及格參加冬季集訓者（絲碧卡、優、華、塔爾福、喀戎）須要有人督導留意安全的名義參加冬季集訓。進行冬季集訓期間為維護優被海克力斯集會成員嘲諷，反成為優逆轉局勢改變態度的關鍵，加著加著經歷亞克和利格爾首度追擊絲碧卡的事件，和絲碧卡等人成為患難之交。
名字取自英語的五車二，姓氏取自英語的「魔羯座（山羊座）」。在首度官方人氣票選活動以559票獲選第五名。
優·阿利茲（ユゥ・アリーズ，Ewe Aries）
「王立黛安娜魔術學校」一年級生，丝碧卡在「王立黛安娜魔術學校」所屬「巫師聚會」的同學。優的個性和行為被描述成悠哉嚮往不受束縛的生活，她看似散漫但頭腦精明，願意對渴望喜愛的事物付諸行動，一旦認真時會發揮超乎平常的實力。擅用能夠操控火焰的「白羊座魔法」。優自童年便過著家裡蹲的消極生活，導致看不下的母親委託鄰居兼朋友卡佩拉協助敦促，優和卡佩拉獲得高等魔術師教導啟蒙魔法，優雖然體會學會魔法的喜悅，但無法忍受時任導師嚴格的教導開始逃避學習和長期壓制能力，踏進學校後更對於一味學習修行和成績排名感到鬱悶，被學校教師視為學習態度消極的問題學生。在能力鑑別事件被評為「高魔力，體力欠佳」。
在期中考踏進獅鷲巢穴時由於過度嗜睡，啟動逃生用的「赫爾墨斯手環」未能合格，被要求參加冬季集訓增強學習。參與冬季集訓期間由於普羅基翁指出她需要找出想要做的事情和目標，獲得絲碧卡「為自己或他人努力」的啟示和為維護被海克力斯集會成員出言不敬的卡佩拉，在首度認真應戰的過程中體會為某件事物奮戰的喜悅，加著經歷亞克和利格爾首度追擊絲碧卡的事件，此後逐漸改變被動的心態積極追求渴望的事物，和絲碧卡等人成為患難之交。
名字的「Ewe」在英語中為成年母羊之意，姓氏取自英語的「白羊座」。在首度官方人氣票選活動以49票和梅洛獲選第十名。
梅洛·派西茲（メロウ・パイシーズ，Merrow Pisces）
「王立黛安娜魔術學校」一年級生，丝碧卡在「王立黛安娜魔術學校」所屬「巫師聚會」的同學。個性夢幻樂觀，喜歡唱歌和可愛的事物。歌聲擁有觸動生物心魄和控制生物行動的能力，擅用能召喚指揮海洋生物的「雙魚座魔法」。父親是漁夫，已知海洋生物朋友有海豚強尼、海龜卡哇邦卡、虎鯨珍妮。
經過克勞德指導能和阿麗亞運用組合魔法。期中考踏進獅鷲巢期間是少數合格通過測驗的學生。在蛇龜島進行期末考期間由於絲碧卡為強尼找到治癒燙傷的蘆薈，開始和絲碧卡交好，以至於強尼在阿麗亞和絲碧卡決鬥落海時，為了報恩出面救援絲碧卡和幫助她取得代表最高分的鑽石。
名字「Merrow」取自愛爾蘭傳說的人魚梅洛歐，姓氏取自英語的「雙魚座」。在首度官方人氣票選活動以49票和優獲選第十名。
喀戎·薩吉塔利亞斯·阿拉迪亞（キロン・サジタリアス・アラディア，Chiron Sagittarius Aldea）
「王立黛安娜魔術學校」一年級生，丝碧卡在「王立戴安娜魔術學校」所屬「巫師聚會」的同學。出身阿拉迪亞王國王室的第二王子，和塔夫是主從關係。喀戎的個性愛面子實質傲嬌，思路粗線條，對塔夫經常叨念生活習慣頗有微詞，討厭青椒和容易暈船。另一方面對自己天生魔力偏少和實力才華不及兄長，連入學也必須仰賴走後門感到自卑，為獲得認可開始嘗試包含射箭與讀書在內的事物，融會運用知識訓練魔法的控制技術彌補短處。和克勞德同樣，擅使能夠操控風的「射手座魔法」。在能力鑑別事件被評為「高技術性，其餘素質偏弱」。
在期中考踏進獅鷲巢穴時由於想要憑自身實力過關，結果被獅鷲吞下啟動逃生用的「赫爾墨斯手環」未能合格，被要求參加冬季集訓增強學習。前期因為實力表現和態度欠佳，被華和卡佩拉揶揄為「廢柴王子」，更在參與冬季集訓期間被普羅基翁老師指出試圖隱藏自己的不安，但隨著開始學習和夥伴們合作，在亞克和利格爾首度追擊絲碧卡的事件中，負責將絲碧卡和克勞德帶往魔力之泉補充魔力，挺身作戰的同時學會和絲碧卡使用合成魔法，讓夥伴們對其逐漸改觀，經此事件和絲碧卡等人成為患難之交。期末考期間藉著操控風向和運用地形擊敗魔蟲，幫助華和艾斯特萊雅解危，在不知情狀態獲得華讓渡的藍寶石免於退學。
名字取自希臘神話的人馬賢者喀戎和凱龍星，中間名取自英語的「射手座」。在首度官方人氣票選活動以9票獲選第十四名。
塔夫·肯薩（タルフ・キャンサー，Tarf Cancer）
「王立黛安娜魔術學校」一年級生，丝碧卡在「王立黛安娜魔術學校」所屬「巫師聚會」的同學。10歲時為了報恩選擇服侍阿拉迪亞王室家族擔任護衛兵，負責照顧和保護喀戎。塔夫的個性被描繪為溫穩富常識愛照顧人，重視人情羈絆，但在憤怒狀態會顯現強硬的特質。他喜歡小動物和孩童，精於廚藝和手工製作，經常負責指正喀戎的言行舉止，但有時候會因為過度在乎他人被喀戎抱怨過度保護和多管閒事。擅使操控鋼鐵進行攻擊、防禦、限制敵方行動的「巨蟹座魔法」。
在期中考踏進獅鷲巢穴時，由於喀戎被獅鷲吞下啟動逃生用的「赫爾墨斯手環」未能合格，跟著喀戎被淘汰出考試未能合格，被要求參加冬季集訓增強學習。由於克勞德的提點開始嘗試放手相信喀戎，參與冬季集訓期間幫助同集會夥伴們通關，在亞克和利格爾首度追擊絲碧卡的事件中，為了保護夥伴們負責牽制敵方的行動，領悟操控銅的高階技巧，經此事件和絲碧卡等人成為患難之交。隨劇情推進體認幫助他人仍需要適時放手的理念，經過克勞集會多數學生意外變成孩童的事件，成為照顧克勞德集會的核心人物。
名字取自英語的柳宿增十的別稱，姓氏取自英語的「巨蟹座」。在首度官方人氣票選活動以17票獲選第十二名。
華·薩索裏玖（ハナ・サソリジョウ，Hana Sasorijō）
「王立黛安娜魔術學校」一年級生，丝碧卡在「王立黛安娜魔術學校」所屬「巫師聚會」的同學。出身東洋國家，外在表現看似淡漠，學識多廣，其實是個社交障礙者，偶爾會罕見展現脆弱的時刻。弱點是害怕蟲子。擅使能夠釋放毒素的「天蠍座魔法」，可選擇運用的毒素類別、威力、變化形式，但容易波及範圍內的當事者，為此遭週遭人避諱疏遠。為了配合毒魔法運用習慣自製魔藥進行實驗，俱備毒抗性，被克勞德評為「危險的實驗狂」。在能力鑑別事件被評為「高知識力，弱項在想像力」。
起先認為絲碧卡是累贅，但在期中考踏進獅鷲巢穴考驗期間被迫和絲碧卡合作，聯手使出合成魔法擊敗變異獅鷲，雖因為和絲碧卡超過時限未能通過該次考試，被要求參加冬季集訓增強學習，仍開始對絲碧卡改觀成為摯友。隨劇情推進開始顯露出溫婉關懷他人，願為朋友兩肋插刀和富佔有慾的一面，亦陸續和伊娥、阿麗亞、優、塔夫、卡佩拉建立交情，但同時開始懷疑經常出現在學校的黑貓（實為克勞德的詛咒變身型態）和克勞德的關聯。在期末考遇險期間獲得喀戎和艾斯特萊雅解危，肯定喀戎的表現暗中讓渡藍寶石給他令其通過測驗。與阿麗亞尾隨絲碧卡和克勞德外出的事件開始懷疑後兩者非比尋常師生關係。
姓氏取自日語的「天蠍座（さそりざ）」。在首度官方人氣票選活動以128票獲選第七名。

### 其他學生
普西芬尼（Persephone）
佩加斯斯集會的學生，參與期中考獅鷲巢穴的考驗。
名字取自希臘神話的冥后波瑟芬妮和小行星399。
科爾內·佛洛斯（Korne phoros）
赫拉克勒斯集會的領隊學生，個性驕傲，在校成績優良，擅用言語煽動和操控他人。瞧不起克勞德集會成員，尤其是優，認為自己的所屬集會均是肌肉腦成員，擅用讀心魔法「天秤座魔法」與夥伴進行共感聯覺分析敵方動向。參與冬季集訓期間是最早在合成魔法學程通關的學生之一，在冬季集訓的團體戰課程諷刺克勞德集會成員，分析環境局勢進行指揮設局，令克勞德集會成員陷入苦戰和導致卡佩拉出局，結果因為對卡佩拉出言不敬，在來不及反應的狀態連同拉斯被發揮實力的優施展火焰魔法擊敗出局。被迫參與赫拉克勒斯的肌肉訓練。
名字和姓氏取自英語的天市右垣一「Kornephoros」。
拉斯
赫拉克勒斯集會的學生，擅用「獅子座魔法」變身成動物型態。參與冬季集訓期間是最早在合成魔法學程通關的學生之一，在冬季集訓的團體戰課程對抗克勞德集會成員，透過庫亞姆的光魔法偽裝成優進行伏擊，令絲碧卡、喀戎、華、塔爾夫在團體戰課程出局，但在配合科爾內共感聯覺對抗優的期間，由於發揮實力的優令科爾內來不及判讀動向，連同科爾內被優施展火焰魔法擊敗出局。被迫參與赫拉克勒斯的肌肉訓練。
庫亞姆
赫拉克勒斯集會的學生，擅用操控光的「雙子座魔法」。在冬季集訓的團體戰課程對抗克勞德集會成員，運用魔法讓拉斯進行偽裝，後來被運用火焰魔法衝向半空中的優以飛踢擊中胸口敗北出局。被迫參與赫拉克勒斯的肌肉訓練。
馬西姆
赫拉克勒斯集會的學生，擅用操控火焰的「白羊座魔法」。在冬季集訓的團體戰課程對抗克勞德集會成員，試圖用火焰擊敗優，結果被優施展威力遠勝於自己的火焰擊中敗北出局。被迫參與赫拉克勒斯的肌肉訓練。
爾薩·米諾爾（Ursa Minor）
波拉麗絲所屬集會的學生，喜歡賞花，專注於學業仍渴望交女朋友，擅用操控植物的「處女座魔法」。偕同絲碧卡等同屬魔法系統學生參加「處女座魔法」專門課程，建議絲碧卡入手「植物圖鑑」和給予學習啟示。有隱形受虐癖的一面。名字在漫畫單行本第六卷附錄漫畫揭示。
姓名取自英語的小熊座。

### 教職和工作人員
宿管阿姨
「王立黛安娜魔術學校」宿舍管理員，由於聽見絲碧卡幫忙克勞德短暫解咒期間的對話，誤認兩者之間存在不正當的師生緋聞，也經常誤會克勞德和其他學生涉及性騷擾。
祖文·加斯提斯·萊布拉（ズベン·ジャスティス・ライブラ，Sven Justice Libra）
「王立黛安娜魔術學校」教導主任兼魔導具工房的營業者，艾斯特萊雅的父親。擅長分析他人的心理與行動和給予正確評價，由於開發眾多魔法道具，在魔術界獲得「魔術博士」的稱號。擔任絲碧卡和阿麗亞該屆入學測試的考官。在克勞德返校任教後，察覺克勞德的心態改變，對兒子不敵女色傷透腦筋請求克勞德協助輔導，被克勞德評為父子倆均有強烈研究精神和執著性。克勞德集會成員分組進行職業體驗期間，負責說明和帶領觀摩魔導具工房的學生們製作魔道具。
貞德·歐利恩（ジャンヌ・オリオン，Jeanne Orion）
「王立黛安娜魔術學校」校長，克勞德在校時期的恩師，是該世界能熟練使用三神杖之一「黃道神杖」的一等魔術師。外表年輕實則年齡不詳、有抖S性格的美人，對外展現風度關懷學生，但面對克勞德會顯露腹黑的一面。在丝碧卡入學後，藉著自身權勢與克勞德的私交，讓克勞德回歸教職和要求他將幾名個性偏執的問題學生教導至畢業，是最先知曉克勞德遭受詛咒的教職人員。由於冬季集訓期間發生亞克和利格爾首度襲擊克勞德集會的事件，緊急招開教職人員會議，將俱備「再生魔法」的丝碧卡列為重點保護對像和防範黑蛇教團，陪同丝碧卡和克勞德採集製作「荷米斯手環」的原料。在期末考期間與教師們負責監視蛇龜島範圍。
姓氏取自英語的獵戶座。
佩忒基烏斯（ベテルギウス，Betelgeuse）
「王立黛安娜魔術學校」的天文學女教授，在校兼任「水瓶座魔法」系統學生的專科教授，和克勞德是同期受聘的同事。嗜菸，平常個性嚴格，但很在乎學生們的安危，私底將自己的宿舍房間打造成酒吧風格，以便為學生們提供諮商輔導。擅用「水瓶座魔法」將水氣凝結成冰。故事開始的兩年前協助校園師生抵抗黑蛇教團的襲擊。初期因為絲碧卡試圖叫醒打瞌睡的優出言訓斥她，但見及優的出色表現立刻緩和。在冬季集訓期間負責訓練學生充實星座知識，偕同其他教師在亞克和利格爾首度襲擊克勞德集會的事件趕來支援，負責安頓學生們。
名字取自英語的参宿四。
波拉麗絲（ポラリス，Polaris）
「王立黛安娜魔術學校」的女教授，在校兼任「魔羯座魔法」系統學生的專科教授。平常為人和善，教育理念為「以興趣為出發點，讓學生們自主投入感興趣的事物」，同時是個重度受虐癖患者和嗜酒者，醉酒會變得開放愛勸酒，宿舍房間放滿酷刑器具。慣用武器是鞭子，擅用「摩羯座魔法」將魔法吸收至身體裡。在冬季集訓期間負責訓練學生運用魔法攻擊的技巧和熟練度，指出塔夫的進攻模式和心理過於溫和應適時調整。偕同其他教師在亞克和利格爾首度襲擊克勞德集會的事件趕來支援作戰。
名字取自英語的北極星。
普羅基翁（プロキオン，Procyon）
「王立黛安娜魔術學校」的男教授，和克勞德是同期受聘的同事。個性溫和善解人意，體恤他人的紳士，但容易有長篇大論的傾向，教學理念重視學生的「忍耐心理」，被別人評「普通」、「沒有存在感」、「課程無聊」時會變得很消極。擅用「天秤座魔法」解讀他人心理與變化長劍作戰。故事開始的兩年前協助校園師生抵抗黑蛇教團的襲擊。在冬季集訓期間負責引導學生冥想進行精神訓練觀測學生心理特質，依據學生的狀況進行心理輔導，指出喀戎應該承認自身弱點和優欠缺積極的學習動機，需要找出想做的事情和目標，見識優對抗赫拉克勒斯集會成員展現的高魔力水準給予高度評價。偕同其他教師在亞克和利格爾首度襲擊克勞德集會的事件趕來支援，負責安頓學生們。
名字取自英語的南河三。
佩加斯斯·山田（ペガサス ヤマダ，Pegasusu Yamada）
「王立黛安娜魔術學校」的男教授，在校擔任「處女座魔法」系統學生的專科教授。個性浪漫戲劇化的美男子，但同時有心思細膩和擅長開發魔法的一面，是在校任職教師裡每年被舉薦為學年主席，連克勞德也給予優良評價的教授。擅用「處女座魔法」操控植物，也擅用合成魔法組合不同的屬性，甚至能控制毛髮再生。經常和寵物飛馬共同行動。其所屬集會在期中考參與獅鷲巢穴的考驗。冬季集訓期間負責引導學生學習團隊合作運用合成魔法，向絲碧卡說明「處女座魔法」的特性和給予啟示。偕同其他教師在亞克和利格爾首度襲擊克勞德集會的事件趕來支援作戰。開學後指導絲碧卡該屆的「處女座魔法」系統學生熟練植物魔法。
名字取自英語的飛馬座。
赫拉克勒斯（ヘーラクレース，Heracles）
「王立黛安娜魔術學校」的資深男教授，海克力斯集會負責教師。年事已高但擁有和年齡不符的強壯身材，擅用「巨蟹座魔法」操控銅。以負責高難度的集訓課堂淘汰掉許多學生聞名。在冬季集訓期間負責指導學生進行學習團隊合作進行團體戰的測驗，不合格的學生必須強制進行24小時為期7天的肌肉訓練。偕同其他教師在亞克和利格爾首度襲擊克勞德集會的事件趕來支援。
名字取自希臘神話的大力士赫拉克勒斯和武仙座。
蝶內卜（デネブ，Deneb）
「王立黛安娜魔術學校」的女校醫，在校兼任「金牛座魔法」系統學生的專科教授，由於個性溫和親切深得學生們歡迎。擅用「金牛座魔法」提升指定目標的自癒能力和身體能力，達成治療傷病和消除疲勞的效果。在冬季集訓最終日負責健康檢查和治療學生，察覺絲碧卡的體內蘊含其他魔力特質，偕同其他教師在亞克和利格爾首度襲擊克勞德集會的事件趕來支援，負責安頓治療學生們。
名字取自英語的天津四。

## 學校人員親友
丝碧卡的母親
橙子果園的農婦，在絲碧卡準備「王立迪亞納學校」入學考試前一個月因為不慎從梯子摔落造成腿骨折，委託丝碧卡協助農務，讓克勞德藉此機會訓練丝碧卡的魔法掌控程度。新年期間要求返家的丝碧卡幫忙籌備宴會事宜。在漫畫第六卷單行本附錄透露表面看似不在意丝碧卡，其實為丝碧卡能入學「王立黛安娜魔術學院」感到高興。
丝碧卡的弟妹們
故事初期不看好丝碧卡學習魔法，在新年期間要求返家的丝碧卡陪伴玩耍。
亞爾泰勒夫·沃爾夫·雷古魯斯（アルタィレフ·ウオルフ・レグルス，Altarf Wolf Regulus）
萊奧的父親，領地伯爵。個性喜愛自由討厭繁文縟節，習慣赤膊行動，比起上層貴族的社交更熱衷和領地居民互動，實質待人紳士溫柔。疼愛和尊重女兒萊奧的意願，和萊奧同樣擁有不俗的體能和擅用「獅子座魔法」變身成野獸。以舉辦萊奧的首次社交舞會為機緣，和萊奧過招交心後選擇支持她的夢想。
名字取自英語的柳宿增十，中間名取自英語的狼。
雷古魯斯夫人
萊奧的母親，沃爾夫的妻子，啟蒙萊奧立志成為動物學者的關鍵人物。容貌和萊奧相似但體質病弱，於故事開始的兩年前過世。
亞爾海納·傑米尼（アルヘナ·ジェミニ，Alhena Gemini）
守護王宮和首都的「王宮魔術師」軍團隊長，卡斯特爾和波呂克絲的父親。嚴格對待工作，在工作期間會切換成嚴肅人格，私底說話喜歡用陰性用語且平易近人。在克勞德帶領部分集會觀摩王宮魔術師期間，向一行人說明「王宮魔術師」工作內容。黑蛇教團入侵王宮事件後，帶領絲碧卡和克勞德前往醫院探視米拉的弟弟菲因雷斯，向米拉轉達菲因雷斯甦醒的消息。
名字取自英語的井宿三，姓氏取自英語的雙子座。
梅蒂亞女王（Queen Media Aldea）
喀隆的母親，王國的現任統治者。
波列亞列斯王配（Prince Consort Borealis Aldea ）
喀隆的父親，現任女王的王夫。名字裡的「Borealis」取自英語的北冕座「Corona Borealis」後段讀音。
克洛諾斯皇太子（Crown Prince Kronos Aldea）
喀隆的兄長，王國第一王子兼次任王國統治者。因為兼具實力和才華受民眾愛載。名字裡的「Kronos」取自希臘神話神明克洛諾斯。
米拉·威爾斯（Mira Whales）
「王立黛安娜魔術學院」畢業生，個性認真不擅開玩笑。出身治安惡劣地區，有名相差多歲的弟弟菲因雷斯。在學時期曾經是成績敬陪末座者，為了守護弟弟憑藉自身努力以學年榜首的成績畢業，獲得王室認可，任職於守護王宮和首都的「王宮魔術師」軍團第三分隊長。擅用「處女座魔法」將植於地壤的植物根脈探測巡守領域動向和捕捉犯人。在克勞德帶領部分集會觀摩王宮魔術師期間，給予絲碧卡等人啟示，為了保護弟弟被答應迫作為王室內應引領黑蛇教團入侵王室。事後被收押期間，亞爾海納轉告她有關菲因雷斯獲得治癒的消息並要求她贖罪。
名字「Mira」取自英語的蒭藁變星，姓氏「Whale」在英語中為鯨魚的意思。

## 黑蛇教團
能運用禁忌魔法蛇夫座魔法的族人組成的教團，崇信神祇阿斯克勒庇克勒斯，教義和主張眾人攜手合作的賽勒涅教對立，非族人加入教團者會被要求參與恐怖攻擊或遭受惡意對待，被眾多世人視為邪教。
卡諾布斯（カノープス，Canopus）
黑蛇教團的領導者，為三神杖之一的「黑矮星神杖」持有者，能操控死者的屍體。為了復興教團向賽勒涅教團復仇有意奪得安置於王宮的「太陽神神杖」。在絲碧卡、克勞德抵達醫院探視米拉·威爾斯的弟弟菲因雷斯期間，操縱醫院院長史雷克的遺體，向絲碧卡、克勞德表明黑蛇教團的目的與自己主導黑道火拼造成菲因雷斯受創的實情。名字取自英語的老人星。
亞克·托魯絲（アルク・トゥルス，Arc turus）
黑蛇教團的教祖女兒，是造成克勞德身中詛咒的罪魁禍首。擅用擁有治癒任何疾病和傷勢乃至於讓剛死亡的死者復活的再生魔法，被教團利用增加信徒，也能召喚毒蛇、吸收指定對象的精氣、施加詛咒。過去出於對一般人的生活抱持憧憬和不願受家庭束縛選擇離家出走，經由克勞德引薦獲得「王立黛安娜魔術學校」校長貞德收容，隱瞞教團和真實身分以文化交流名義在該校求學。原先對克勞德抱持良好觀感，受其啟示想嘗試運用自身魔法開拓自己的道路，但在失蹤一個月後出於恨意忽然帶領教團襲擊王立迪安納學院造成學校陷入混亂，以至於克勞德為避免波及學生們選擇逃往校外和亞克交戰，朝克勞德施展詛咒令其變成黑貓，但是自己也因為遭受魔法的反作用力令身軀消散。時隔兩年後再度復生，在冬季集訓結束當天找上具有再生魔法的絲碧卡，但被克勞德集會成員制止，成為克勞德等人再度對抗黑蛇教團的契機。在皇宮和黑蛇教團成員敗給克勞德集會成員，被帶回「王立黛安娜魔術學校」偵訊。
姓名來源取自英語的大角星（Arcturus）。
利格爾·阿爾格巴（リゲル・アルゲバル，Rigel Algebar）
黑蛇教團的幹部，在教團擔任亞克的魔法教師。平常處事風度，但癡迷於人情羈絆和討厭謊言欺騙，對敵人心狠手辣。擅用魔法召喚巨蛇和在影子裡進行瞬間移動，也能藉由吸收被害者血肉補充魔力。出身普通家庭，是三個孩子裡的次男，16歲時為了確認親情羈絆，殺死父母和兄姐吃掉家人的血肉。在冬季集訓結束當天找上具有再生魔法的絲碧卡，讓克勞德集會成員陷入惡戰，被亟欲保護學生們的克勞德擊敗交給軍方審問。名字取自英語的參宿七。
林克斯（リンクス，Lynx）
黑蛇教團的幹部，個性冷靜但討厭麻煩，實質冷酷無情。在冬季集訓結束當天和試圖帶走絲碧卡但行動失敗的亞克、利格爾會合，將亞克帶回總部。克勞德集會成員在皇宮挫敗黑蛇教團成員後，現身取走被保管在皇宮的「太陽神神杖」。名字取自英語的天貓座。
福馬爾·豪托（Fomal Haut）
黑蛇教團的幹部，貝卡的兄長。個性好戰且傲慢殘暴的利己主義者，自年少時期養成靠實力擊敗看不順眼的人的習性，曾任黑道組織首領，被卡諾布斯邀請加入教團，兩年前教團襲擊「王立黛安娜魔術學院」期間，由於睡過頭未參與襲擊事件。擅用魔法震懾目標、變化雙翼、將腰帶化成武器攻擊，能讓被害者的傷口血液化為沙子，僅有將福馬爾擊敗才能解除效果。在皇宮和克勞德集會交戰。姓名取自英語的北落師門。
貝卡修女（Vega）
黑蛇教團的幹部，豪托的妹妹。言談舉止帶有濃厚性意味，經常負責調解團隊衝突。擅用魔法魅惑和石化目標。在皇宮和克勞德集會交戰。名字取自英語的織女星。
伊塔·卡依那（Eta Carinae）
黑蛇教團的幹部。平常怯懦膽小但容易生氣，擅用魔法引發爆炸。在皇宮和克勞德集會交戰。姓名取自英語的海山二。

## 其他角色
塞勒涅（Selene）
本作關鍵人物，被稱作「始祖魔女」的魔術師始祖，她創建魔術系統和「王立黛安娜魔術學校」，被後世擁載和崇拜，是主張讓眾人攜手合作的「塞勒涅教」的崇拜對象。在該世界遺存不少運用魔法的遺跡（例如塞勒涅山、蛇龜島等）。前往「塞勒涅教」聖堂敬拜的對象可獲得加持魔力的效果。
名字取自古希臘神話的月亮女神塞勒涅。
阿斯克勒庇克勒斯（Asclepius）
黑蛇教團的崇拜神祇，名字取自古希臘神話中的醫神艾斯庫拉皮斯。
菲因雷斯·威爾斯
米拉·威爾斯的弟弟，因為被捲進黑道火拼事件造成腦部創傷昏迷，被安置在醫院療養。黑蛇教團入侵王宮事件後，由絲碧卡啟用蛇夫座的「再生魔法」治癒甦醒，交由亞爾海納照顧。

## 備註
1. ↑  姓氏另翻譯作「瓦爾戈」、「瓦爾格」等
2. ↑  另翻譯作「伊歐」等
3. ↑  另翻譯作「艾斯特雷亞」等
4. ↑  另翻譯作「凱戎」、「凱隆」等
5. ↑  另翻譯作「塔爾福」、「塔爾夫」、「塔魯夫」等
6. ↑  另翻譯作「華·蠍狀」、「花·蠍狀」等